# Старый Мартин

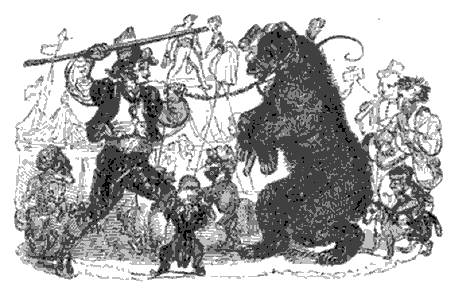
Старый Мартин, 1829

Старый Мартин — крупный медведь-гризли, подаренный взрослым в 1811 году компанией Гудзонова залива королю Великобритании Георгу III. Хотя это был первый гризли в Англии, король сказал, что лучше бы ему подарили новый галстук или пару носков. Медведь был отправлен в Королевский зверинец, расположенный в Лондонском Тауэре. Королевский зверинец был закрыт в 1831 или 1832 году герцогом Веллингтоном, губернатором Тауэра. Медведь и другие животные были перемещены в новый лондонский зоопарк в Риджентс-парк. Старый Мартин умер там в 1838 году.
В 1829 году зоолог Эдвард Тернер Беннетт написал о Старом Мартине в заключении своей главы о медведях-гризли:

Ни в коей мере субъект настоящей заметки, чей портрет прекрасно иллюстрирует особенности его вида, выродился из рода, чьим единственным представителем которой он, по-видимому, является в Европе. Он был преподнесен его покойному Величеству свыше семнадцати лет назад компанией Гудзонова залива и уже давно является старейшим обитателем Тауэрского зверинца. Имя Мартина, которое первоначально было дано ему в подражание, вероятно, самому знаменитому медведю когда-либо выставлявшемуся в Европе, в последние годы последовательно и широко предваряется эпитетом древности, так что Старый Мартин под этим титулом стал почти столь же известен, как его знаменитый тезка. Его размеры намного превосходят размеры любого другого медведя, когда-либо виденного в этой части земного шара; его свирепость, несмотря на продолжительность пребывания пленником и все попытки его умилостивить, все еще не уменьшается. Он не дает ни малейшего повода для фамильярности со стороны своих смотрителей и держится с ними на таком же расстоянии, как и с самыми совершенными незнакомцами; и хотя иногда он кажется игривым и добродушным, все же они знают его слишком хорошо, чтобы вверять себя в его объятья.
Оригинальный текст (англ.)In no respect has the subject of the present notice, whose portrait admirably illustrates the peculiarities of his species, degenerated from the race of which he appears to be the sole representative in Europe. He was presented to his late majesty, more than seventeen years ago, by the Hudson’s Bay Company, and has long been the oldest inhabitant of the Tower Menagerie. The name of Martin, which was originally bestowed upon him, in imitation probably of that of the most celebrated bear ever exhibited in Europe, has consequently been of late years generally preceded by the epithet of antiquity, and Old Martin has become under that title almost as well known as his famous namesake. His size is far superior to that of any other bear that has ever been seen in this quarter of the globe; and his ferocity, in spite of the length of time during which he has been a prisoner, and of all the attempts that have been made to conciliate him, still continues undiminished. He does not offer the slightest encouragement to familiarity on the part of his keepers, but treats them with as much distance as the most perfect strangers; and although he will sometimes appear playful and good tempered, yet they know him too well to trust themselves within his clutch.

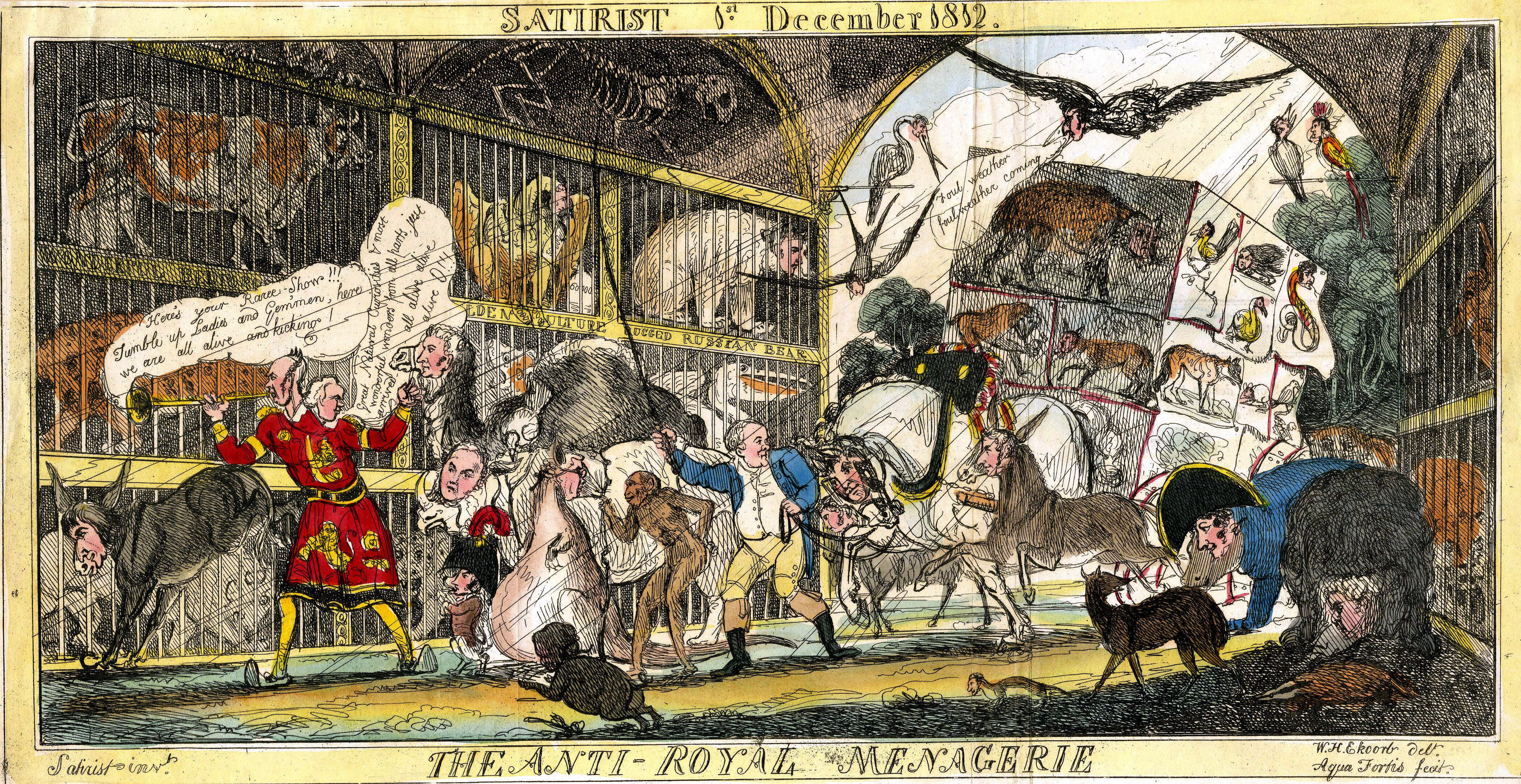
Сатирическое изображение Королевского Зверинца, 1812

Во время пребывания Старого Мартина в Тауэре в 1816 году йоменский страж на ночной службе увидел призрачного медведя возле Башни Мартина и в ужасе ударил по нему штыком, но обнаружил, что тот прошел сквозь призрака и вонзился в дверь за ним. Как сообщается, охранник умер от шока спустя несколько часов. Старый Мартин был не первым медведем, жившим в Лондонском Тауэре: еще в 1251 году король Норвегии Хаакон Молодой подарил Генриху III белого медведя.
В 1999 году шкура и череп Старого Мартина были обнаружены в Музее естественной истории в Лондоне, внесены в каталог как «черный медведь» и возвращены в Тауэр на специальную выставку.